# Менні Чарлтон
Менні Чарлтон (англ. Manuel Charlton; 25 липня 1941, Ла-Лінеа-де-ла-Консепсьйон, Іспанія — 6 липня 2022) — шотландський гітарист, автор пісень, продюсер. Найбільш відомий як гітарист гурту Nazareth.

## Біографія
Народився в Іспанії. Емігрував на початку 1960-х років у Данфермлін. До Nazateth він грав у різних групах, включаючи Redhawks та Mark V. У 1968 році приєднався до Піта Егнью, Дена Маккаферті та Даррелла Світа, які грали у групі Shadettes. Незабаром назва гурту змінюється на Nazareth.
Чарлтон зіграв величезну роль у світовому успіху групи. У Nazareth він був одним із основних авторів пісень, а також продюсував багато альбомів у 1970-х роках, включаючи Hair Of The Dog та No Mean City, замінивши у цій ролі першого продюсера групи Роджера Гловера.
Менні залишив Nazareth у 1990 році, щоб зайнятися продюсерською діяльністю та власними проєктами. Він влаштувався у штаті Техас і створив власну групу The Manny Charlton Band (M.C.B). З новим гуртом Менні випустив два альбоми — Stonkin та Klone This. 2003 року група розпадається. Чарлтон також випустив два сольні альбоми Drool і Bravado.
На початку 2006 року увійшов до складу шведського рок-гурту From Behind, куди також входив ексфронтмен Samson Нікі Мур. Гурт випустив свій дебютний альбом Game Over, а також гастролював на підтримку альбому в Європі. У 2007 році Чарлтон залишив гурт.
На початку квітня виходить його сольний альбом Americana Deluxe, що містить кавер-версії класичних пісень, таких як Sea of love і Tusk (Fleetwood Mac).
У 2008 році Чарлтон вирушив у гастрольний тур США і Європою і назвав свою групу Nazareth featuring Manny Charlton, куди увійшли ще три американські музиканти, що викликало різкий протест у його колишніх колег по Nazareth.
Помер 6 липня 2022.